# Groupe d'armées Ukraine du Sud
Le groupe d'armées Ukraine du Sud (en allemand : Heeresgruppe Südukraine) est un groupe d'armées allemand de la Wehrmacht durant la Seconde Guerre mondiale.
Ce groupe d'armées a été créé le 31 mars 1944 dans le sud de la Russie à partir du groupe d'armées A (Heeresgruppe A).
L'opération offensive Jassy–Kishinev déclenchée le 20 août 1944 par l'armée soviétique fit subir de lourdes pertes à ce groupe d'armées, qui a été absorbé par le groupe d'armées Sud (Heeresgruppe Süd) en septembre 1944.

## Commandement suprême
| Période                         | Commandant                              |
| ------------------------------- | --------------------------------------- |
| 31 mars au 25 juillet 1944      | Generalfeldmarschall Ferdinand Schörner |
| 25 juillet au 23 septembre 1944 | Generaloberst Johannes Frießner         |

## Organisation
Troupes rattachées au groupe d'armées
- Heeresgruppen-Nachrichten-Regiment 530 (530e régiment de transmission de groupe d'armées)

Unités faisant partie du groupe d'armées
| Date      | Armées                                                                    |
| --------- | ------------------------------------------------------------------------- |
| 1944      |                                                                           |
| Avril     | Armeegruppe Wöhler, groupe d'armées Dumitrescu, 17e armée                 |
| Mai       | Armeegruppe Wöhler, groupe d'armées Dumitrescu, z.Vfg. 17e armée Heinrici |
| Juillet   | Armeegruppe Wöhler, groupe d'armées Dumitrescu                            |
| Août      | 8e armée, 6e armée                                                        |
| Septembre | 8e armée, Armeegruppe Fretter-Pico, XXIXe Armee-Korps                     |

## Sources
- (en) Cet article est partiellement ou en totalité issu de l’article de Wikipédia en anglais intitulé « Army Group South Ukraine » (voir la liste des auteurs).